# Hendrichovce
Hendrichovce (allemand : Heinrichsdorf im Scharosch) est un village de Slovaquie situé dans la région de Prešov.

## Histoire
Première mention écrite du village en 1320.

## Démographie

### Évolution de la population
| Année:               | 1994. | 2004.   | 2014.    | 2024.    |
| -------------------- | ----- | ------- | -------- | -------- |
| Nombre de personnes: | 208   | 217     | 246      | 287      |
| Différence:          |       | +4,32 % | +13,36 % | +16,66 % |

| Année:               | 2023. | 2024.   |
| -------------------- | ----- | ------- |
| Nombre de personnes: | 273   | 287     |
| Différence:          |       | +5,12 % |